# Fortezza di Smederevo
La fortezza di Smederevo (in serbo Cмeдepeвcκa твpђaвa?, Smederevska tvrđava) è una città fortificata medievale situata a Smederevo, in Serbia, che fu per un certo periodo capitale della Serbia medievale. Fu costruita tra il 1427 e il 1430 per ordine del despota Đurađ Branković, che era a capo del Despotato di Serbia. Fu ulteriormente fortificata dagli Ottomani, che conquistarono la città nel 1459.
La fortezza subì diversi assedi sia da parte degli Ottomani sia da parte dei Serbi, senza patire danni gravi alle strutture. Durante la Seconda guerra mondiale fu invece gravemente colpita da bombe ed esplosioni. Nel 2009 era soggetta a una grande campagna di restauro e conservazione, nonostante sia "una delle rare fortezze dei sovrani serbi medievali ancora esistenti".
La fortezza di Smederevo fu dichiarato monumento culturale di importanza eccezionale nel 1979. Nel 2010, la fortezza è stata candidata a entrare nel Patrimonio mondiale dell'umanità dell'UNESCO.

## Posizione
La fortezza di Smederevo, a 45 km a sud-est di Belgrado, si estende su un'area di 11,3 ettari nel centro dell'attuale città di Smederevo. È strategicamente posizionata sulla riva destra del Danubio nella piana a forma triangolare alla confluenza del Danubio e della Jezava, a 72 metri s.l.m. Questa posizione permise alla capitale serba di restare vicino al Regno d'Ungheria cristiano, ma nel contempo di favorire il sultano ottomano Murad II impedendo agli ungheresi il passaggio incontrollato nella valle della Grande Morava.
La posizione della fortezza a cavallo tra i Balcani e l'Europa centrale l'ha resa un importante centro religioso e commerciale per secoli.

## Storia

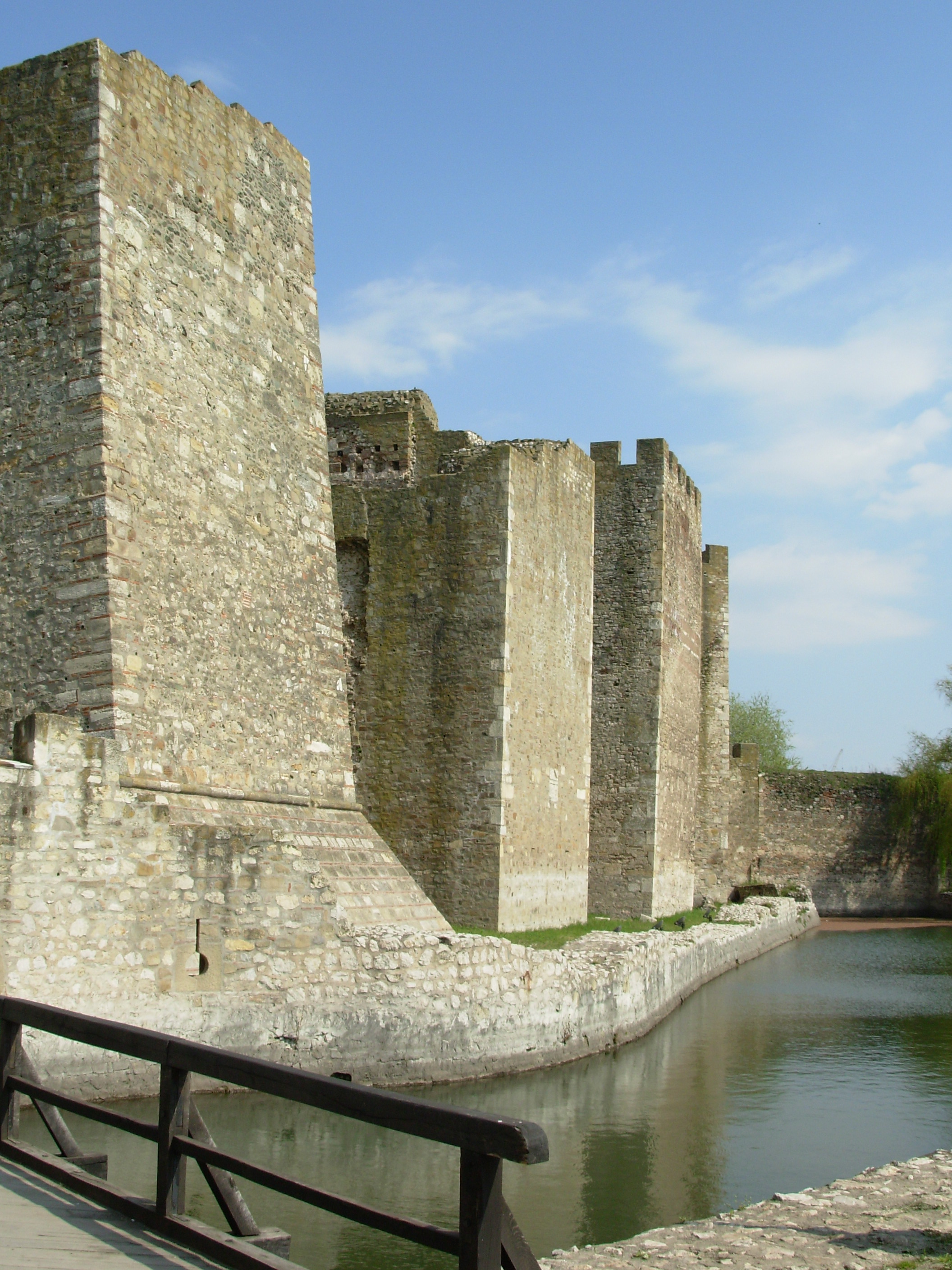
Il lato meridionale delle mura interne e il fossato

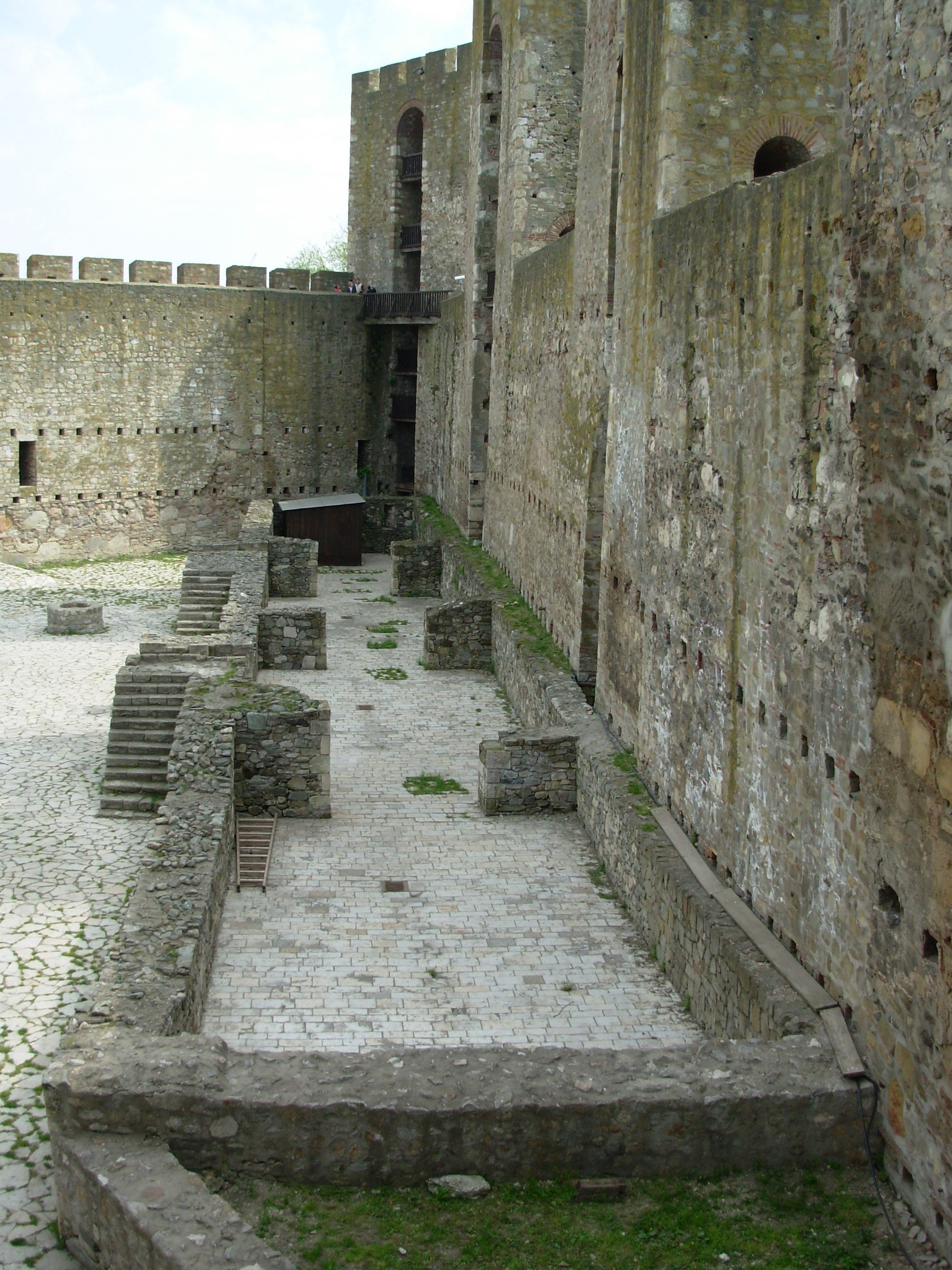
Resti del palazzo del despota

Nel mezzo della turbolenta conquista ottomana dei Balcani nella prima metà del XV secolo, i sovrani cristiani della regione furono sconfitti in parecchie battaglie, fra cui la battaglia della Piana dei Merli e l'assedio di Veliko Tărnovo. Il despota Stefan Lazarević cercò di mantenere il Despotato di Serbia in un delicato equilibrio tra gli Ottomani e gli Ungheresi. Verso il 1403, accettò di divenire vassallo degli Ungheresi con re Sigismondo e trasferì la capitale a Belgrado, che gli fu ceduta in premio. Dopo la morte di Stefan Lazarević nel 1426, Đurađ Branković, suo nipote e successore, dovette restituire Belgrado agli Ungheresi. Come compensazione per questa perdita, Đurađ decise di costruire una nuova capitale e la scelta cadde su Smederevo.
Smederevo, precedentemente disabitata, fu scelta per diverse ragioni. Nel 1428, durante le guerre turco-veneziane, gli Ungheresi e gli Ottomani concordarono di riconoscere Branković come sovrano indipendente della Serbia, creando così uno stato cuscinetto. Un trattato stabilì anche il protettorato ottomano sulla Serbia, sebbene il despota rimanesse vassallo del re d'Ungheria. La capitale si trovava così più vicino all'Ungheria, che condivideva la stessa religione cristiana, che non al territorio ottomano. La posizione sul Danubio, fra Belgrado e Golubac, garantiva un facile accesso ad altre località lungo il fiume e permetteva il controllo del traffico lungo il Danubio, soprattutto impedendo scorrerie degli Ungheresi nella valle della Grande Morava, con soddisfazione dei Turchi.
Nell'autunno del 1428 si diede inizio alla costruzione della capitale. Nel 1430 fu completata la prima parte della fortezza, che comprendeva un palazzo e altri edifici, che formavano una cittadella interna. I lavori per un'addizione fortificata e il potenziamento di tutte le fortificazioni si protrasse fino al 1439.
Il 20 aprile 1434 la figlia minore di Đurađ Branković, Katarina sposò Ulrico II di Cilli nella nuova fortezza. Questo matrimonio mise alla prova le relazioni amichevole che il despota intratteneva con gli Ottomani, sebbene la parentela di Ulrico con la regina Barbara d'Ungheria segnasse un rafforzamento dell'alleanza tra Ungheresi e Serbi. Come conseguenza, il visir Mehmet Saridže pascià giunse a Smederevo verso la metà del 1434 con un messaggio da Edirne, che dichiarava che la sicurezza della Serbia poteva essere garantita solo con il matrimonio della figlia maggiore di Branković con il sultano Murad II. Dopo lunghe consultazioni, il consiglio convocato a palazzo si dichiarò favorevole e furono avviati i preparativi per il fidanzamento di Mara con il sultano. Nell'autunno, Murad inviò molti dei suoi visir più famosi per scortare a corte la sua fidanzata.
Il 14 agosto 1435 un trattato di "fratellanza e amicizia" fra la Serbia e la Repubblica di Venezia fu sottoscritto nella sala del trono di Smederevo. Questo trattato rese Đurađ e i suoi figli cittadini veneti. All'inizio del giugno del 1439, la pace con gli Ottomani, che era stata ottenuta con il matrimonio di Mara con il sultano, fu infranta. Guidati da Murad II, 130 000 soldati turchi occuparono le colline attorno a Smederevo. Branković si recò in Ungheria in cerca di soccorsi, lasciando suo figlio Grgur al comando. I soccorsi non arrivarono, ma Smederevo resistette all'attacco, anche quando Murad ricorse ai cannoni.

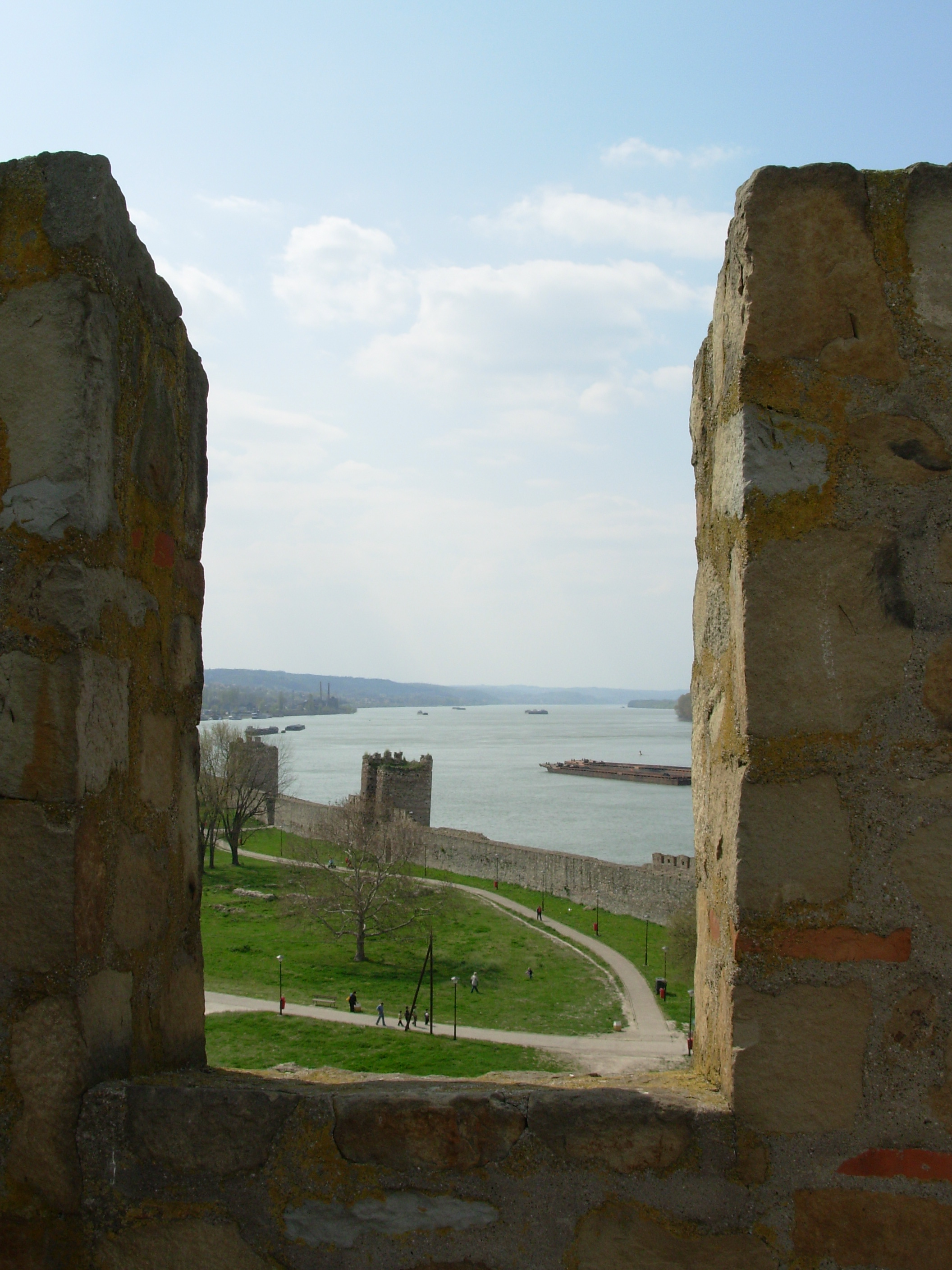
Tratto settentrionale delle mura e il Danubio.

Circa tre mesi dopo, il 18 agosto 1439 la fame costrinse i Serbi alla resa. I principi Grgur e Stefan furono deportati in Anatolia e accecati, nonostante le suppliche della loro sorella, la sultana Mara. Cinque anni dopo, tuttavia, Smederevo, Grgur e Stefan furono restituiti ai Branković con la Pace di Seghedino.

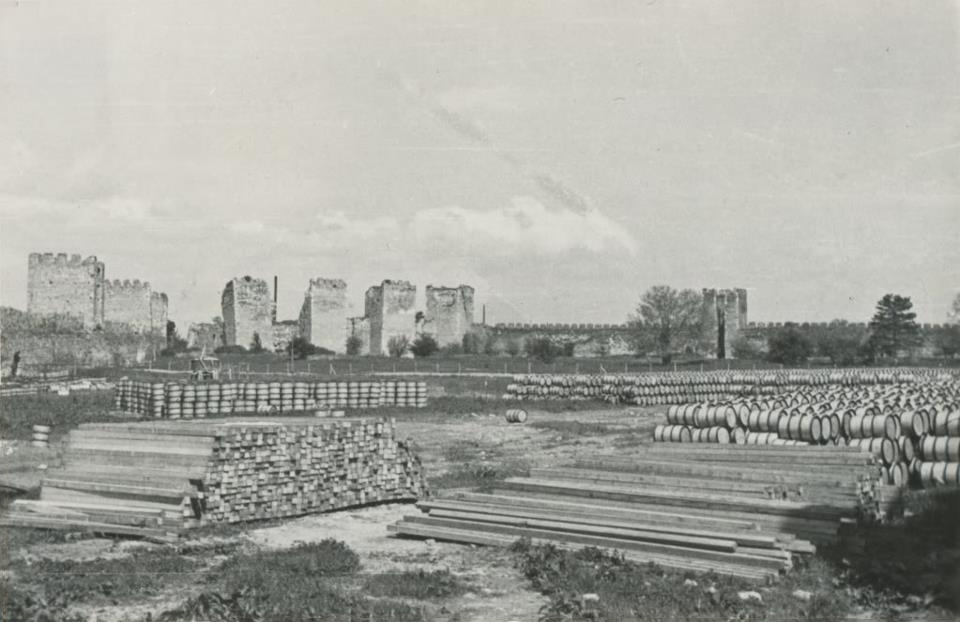
La fortezza di Smederevo poco prima dell'esplosione del 1941.

Verso l'inizio del 1449, Branković imprigionò il reggente ungherese Giovanni Hunyadi nelle segrete della fortezza, finché i suoi connazionali non pagarono il suo riscatto. Nel 1453, il sultano Mehmed II e Isak-bey Arbanazović condussero un altro attacco contro Smederevo come parte di una devastante campagna di Serbia. I Turchi presero prigionieri 50 000 tra uomini, donne e bambini durante questa campagna, ma Smederevo era guidata da Tommaso Cantacuzeno. Nonostante potesse contare solo su 6 000 uomini contro i 20 000 ottomani, la città resistette. Mehmed il Conquistatore assediò Smederevo una seconda volta e la fortezzza fu ancora assediata dagli Ottomani una terza volta nel 1456, difesa dalle forze serbe. Nel marzo del 1459, Stefano Tomašević prese il comando della fortezza di Smederevo. Nello stesso anno, Smederevo fu catturata dagli Ottomani, fatto che causò la fine dello stato serbo medievale; Stefano Tomašević fuggì in Bosnia.
Durante la Seconda guerra mondiale, i tedeschi usarono la fortezza come deposito di munizioni. Il 5 giugno 1941 le munizioni esplosero colpendo tutto il centro abitato di Smederevo fino a raggiungere località a 10 km di distanza. Gran parte delle mura meridionali fu distrutta; la vicina stazione ferroviaria, affollata di gente, fu rasa al suolo e la maggior parte degli edifici della città fu ridotta in macerie. 2 500 persone morirono nell'esplosione e tutti gli altri abitanti, circa 5 500, rimasero feriti. I bombardamenti alleati del 1944 provocarono altri danni.

### Uso attuale
La fortezza è oggi usata come parco pubblico e di tanto in tanto ospita festival, concerti, sagre e altri eventi culturali. Nella cittadella interna è stato costruito un palco. Verso sud-est l'area precedente aperta lungo il fiume Jezava ora ha un imbarco e un lungofiume.

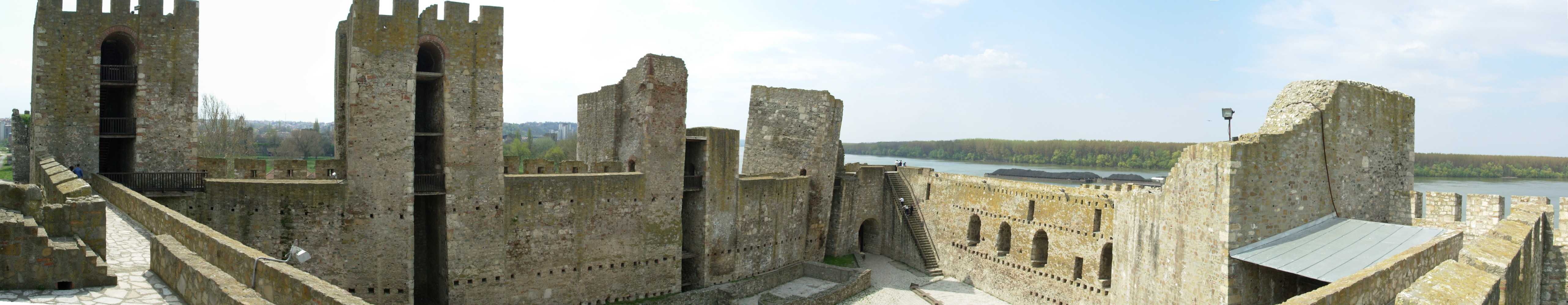
Vista panoramica della cittadella interna.

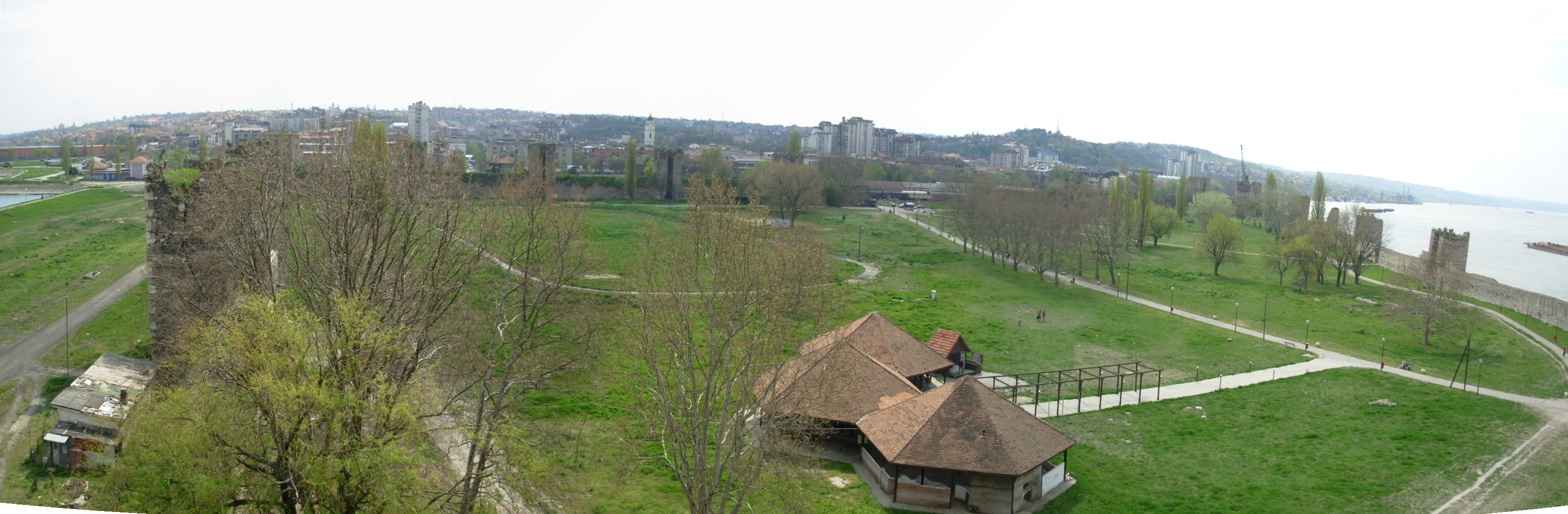
Vista panoramica della fortezza esterna.

## Importanza culturale e storica

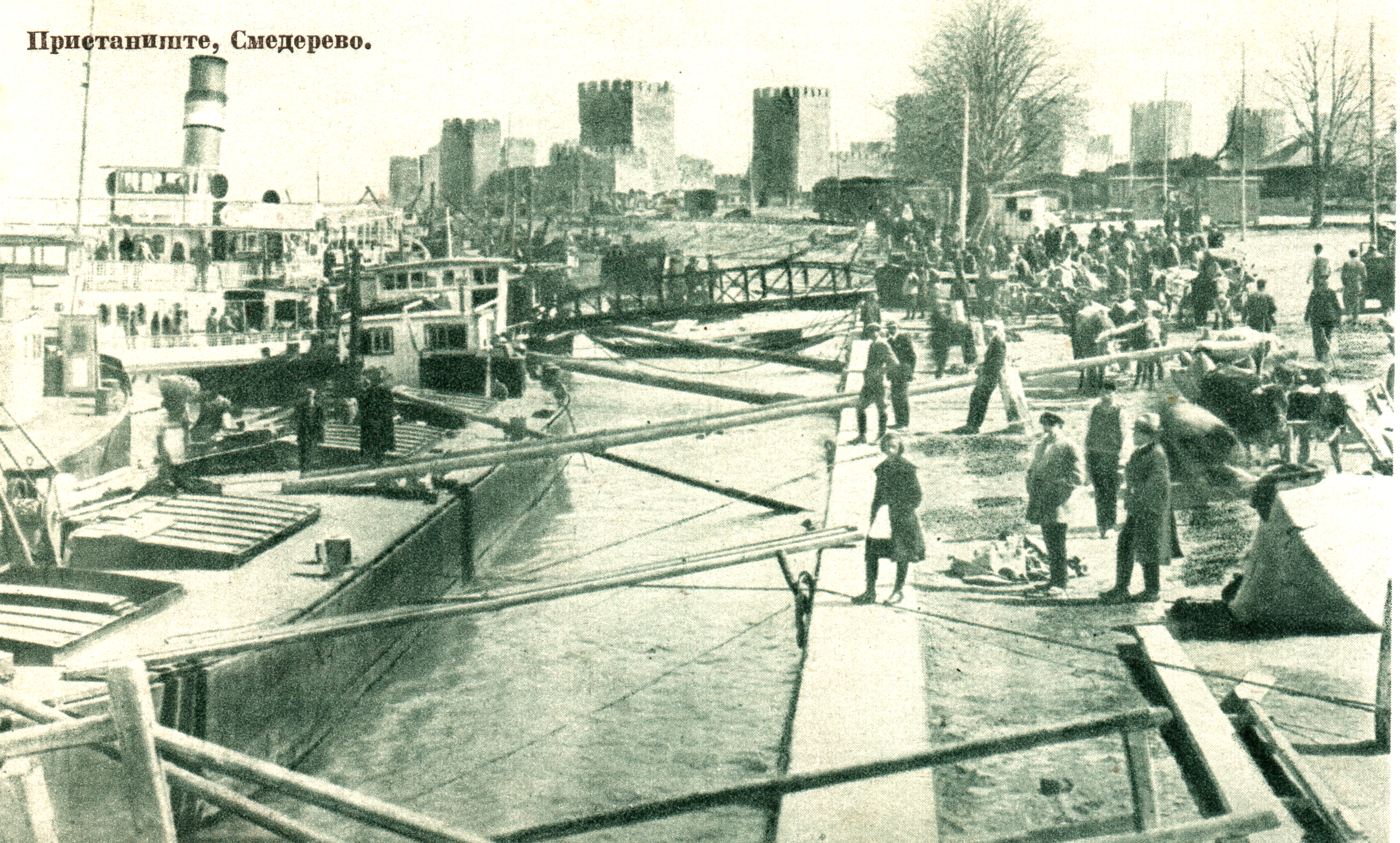
La fortezza di Smederevo negli anni 1920.

La fortezza di Smederevo è stata definita "una delle più significative e monumentali strutture architettoniche della Serbia medievale ancora esistenti", e "testimonianza della capacità creativa serba"- È un esempio notevole dell'architettura militare difensiva medievale ed è rimasta in un buono stato di conservazione fino alla Seconda guerra mondiale. Nella fortezza e nella zona circostante si sono stratificate testimonianze delle civiltà che si sono susseguite nella storia, soprattutto fra il XV e il XX secolo, fornendo dati interessanti per tracciare la storia della Serbia medievale e della sua Chiesa ortodossa.

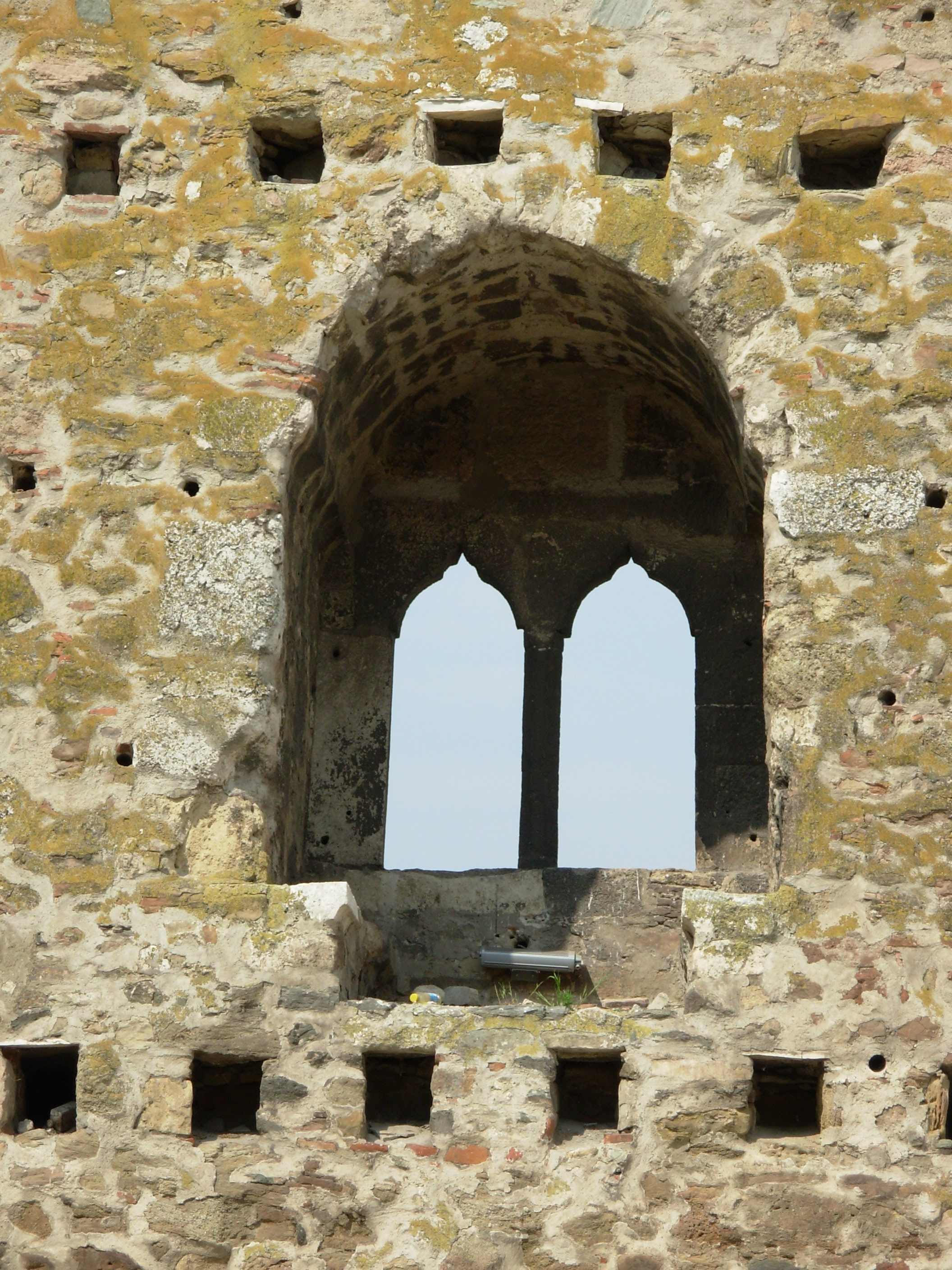
Una delle bifore della fortezza.

La fortezza fu costruita per ordine di Đurađ Branković come nuova capitale della Serbia. Durante la costruzione, la moglie di Branković, Irene Cantacuzena fu vista discorrere con suo fratello Giorgio Paleologo Cantacuzeno e con i suoi uomini, così che generalmente la si ritiene coinvolta nel progetto. Fra gli operai, questa combutta, che ebbe come conseguenze lunghissimi lavori e un aumento delle tasse, le fruttò il soprannome di  "Prokleta Jerina" ("Jerina la maledetta").
L'ingente sforzo richiesto per la costruzione diede origine a una varietà di esagerazioni e di leggende, come il poema epico "Starina Novak i knez Bogosav" ("Il vecchio Novak e il principe Bogosav"), in cui si dice che molti fuggirono nei boschi e divennero aiducchi pur di scampare alle tasse e alla corvé. Mentre ci furono effettivamente degli aiducchi nella zona, non è certo che il fenomeno fosse correlato alla costruzione della fortezza.
Dopo che la prima parte della fortezza fu terminata, la fortezza di Smederevo divenne un importante nodo fra i Balcani e l'Europa centrale. Poco dopo la sua costruzione, la città raggiunse l'apice della sua importanza come centro religioso e commerciale, popolata soprattutto da Serbi e da colonie di mercanti, specialmente ragusei. Nello stesso periodo alcune reliquie di San Luca evangelista furono portate in città e custodite nella chiesa della fortezza.
Per quanto concerne la struttura stessa, la cittadella interna è notevole per la sala delle udienze o sala del trono, che è un esempio importante dell'architettura medievale serba. Alte sulle mura dal lato del fiume Danubio, si affacciano quattro bifore in uno stile misto tra romanico e gotico. In questa sala fu sottoscritto il trattato commerciale tra la Repubblica di Venezia e il Despotato di Serbia.

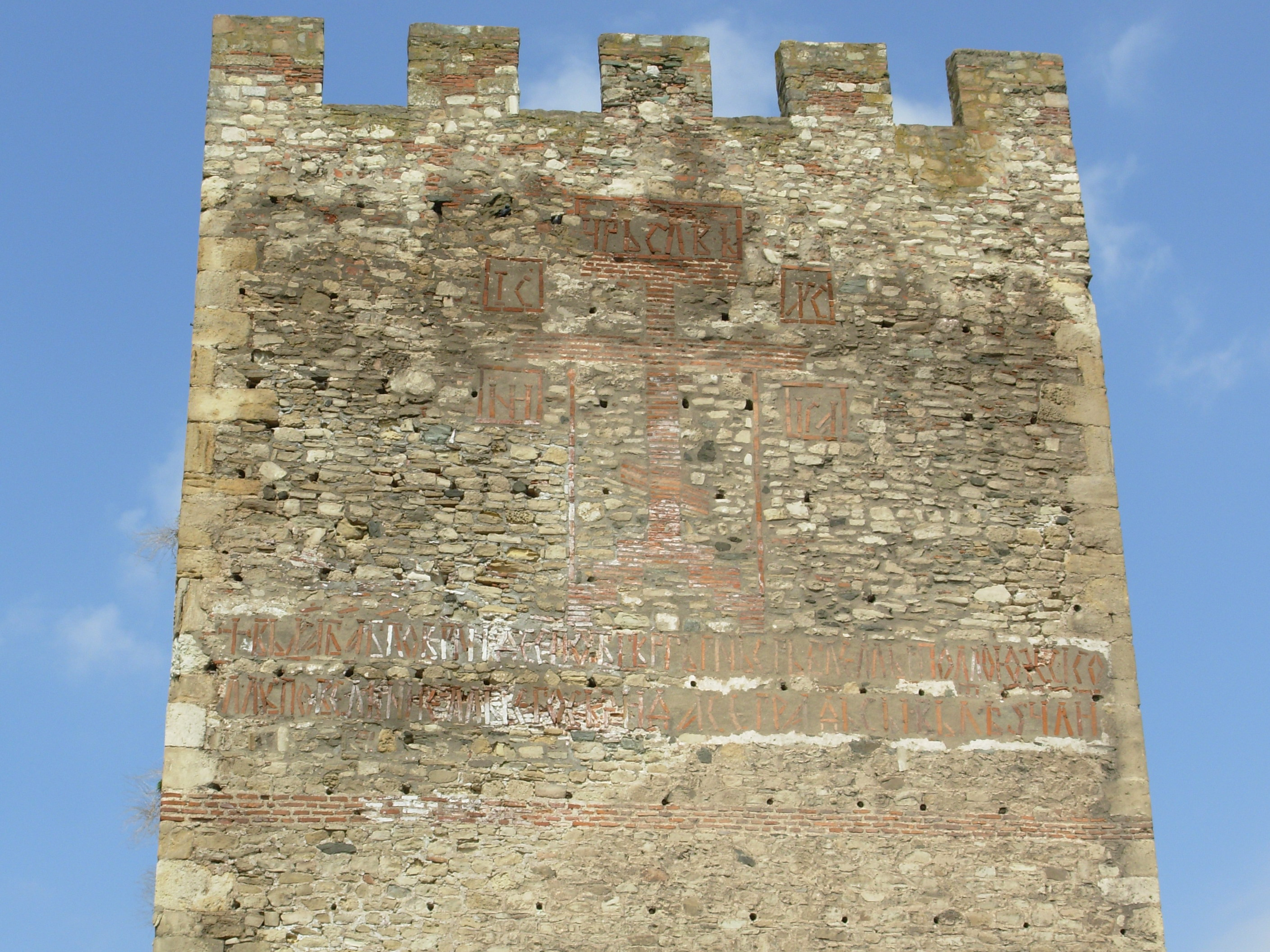
La torre con l'iscrizione del Despota.

Nella cittadella interna c'è anche una torre con una grande iscrizione in mattoni che ricorda Đurađ Branković e l'anno di costruzione: "V Hrista Boga blagoverni despot Đurđ, gospodin Srbljem i Pomorju Ze(t)skomu; povelenijem jego sazida se grad sij v leto 6938." ("In Cristo Signore fedele il despota Đurđ, signore dei Serbi e del Litorale di Zeta. Per suo ordine questa città fu costruita nell'anno 6938 [1430]".) Al di sopra dell'iscrizione è murata una croce, che dà alla torre il nome di "Krstata kula" ("Torre crociata") o "Krstača".  Questo tipo di iscrizione è rara e si può trovare solo nel territorio che apparteneva all'Impero bizantino: nell'ex Jugoslavia è l'unico esempio.
Nell'addizione fortificata vi sono resti esigui di altre due strutture significative. Una era il complesso sacro della Blagoveštenjska crkva (chiesa dell'Annunciazione), dove erano custodite alcune reliquie di San Luca. Benché la costruzione iniziasse nel XV secolo, si possono identificare diverse fasi storiche dell'edificio. La seconda struttura è un bagno turco del XVII secolo.
Per anni la fortezza di Smederevo rappresentò l'ultima difesa contro le invasioni ottomane. Durante l'attacco del1439, divenne il primo sito serbo a subire il fuoco di un cannone. Quando cadde nel 1459, divenne il centro di un sangiaccato turco. Successivamente, Smederevo divenne una provincia dell'Impero austro-ungarico e fra il 1805 e il 1807 fu di nuovo il centro del ricostituito stato serbo.

## Architettura

Mappa della fortezza di Smederevo (- Parte crollata; - Parte prosciugata)
----
A. Addizione fortificata
B. Cittadella interna / Maniero fortificato
----
1. Ingresso principale
2. Porta II
3. Porta I
4. Porta navale
5. Porta Jezava
6. Torre principale
7. Torre dell'iscrizione turca
8. Torre dell'acqua
9. Fossato esterno
10. Fossato interno
11. Ponte
12. Porta della cittadella
13. Torre rettangolare
14. Segrete (Donžon kula (torre del dongione))
15. Torre di Jerina (Jerinina kula)
16. Torre dell'iscrizione del despota (Krstata kula (Torre crociata) o Krstača)
17. Sala delle udienze/sala del trono
18. Palazzo
19. Resti del bagno turco
20. Resti della chiesa

La fortezza di Smederevo è un complesso monumentale costruito secondo la tradizione bizantina sul modello della fortezza di Costantinopoli. Anche se le sue fondazioni non dovevano essere sommerse, è considerata una fortezza sull'acqua, perché è interamente circondata da corsi d'acqua. Dopo il completamento della fortezza, vi fu un declino della sua importanza militare, che portò ad alcune modifiche strutturali. In generale, lo stile architettonico originale si è conservato fino ai nostri giorni.
La fortezza è circondata da una cinta muraria merlata lunga 1,5 km e spessa oltre 2 m, intervallata da 25 torri alte all'incirca 25 m. Due lati sono bagnati uno dal Danubio e l'altro dalla Jezava, ma successivamente la Jezava è stata deviata e scorre oggi lontano dalle mura. Sul terzo lato furono scavati due fossati, uno per la cittadella e l'altro per l'addizione fortificata. La zona a sud delle mura esterne fu lasciata aperta.

### Costruzione
Si possono individuare quattro fasi principali nella costruzione della fortezza. I lavori per la prima fase, che portarono alla realizzazione di un maniero fortificato per il despota Đurađ Branković, ebbero inizio nell'autunno del 1428.
Sotto la supervisione di Giorgio Paleologo Cantacuzeno, il fratello maggiore della despotessa Jerina Branković, furono reperiti il legname, il calcare e massi enormi provenienti dall'antica città romana di Mons Aureus, che sorgeva presso l'attuale villaggio di Seone, a ovest di Smederevo), Margum (alla confluenza della Grande Morava) e Viminacium. Nella primavera del 1429, manodopera greca e ragusea diede inizio alle opere in muratura.  Nel 1430 l'elegante maniero era terminato. Comprendeva un palazzo lungo il muro del fossato, una sala del trono, sul lato verso il Danubio e un dongione (Donžon kula), all'angolo formato dalle mura, una sala del tesoro dagli alti soffitti e altri edifici secondari, che formavano una cittadella.

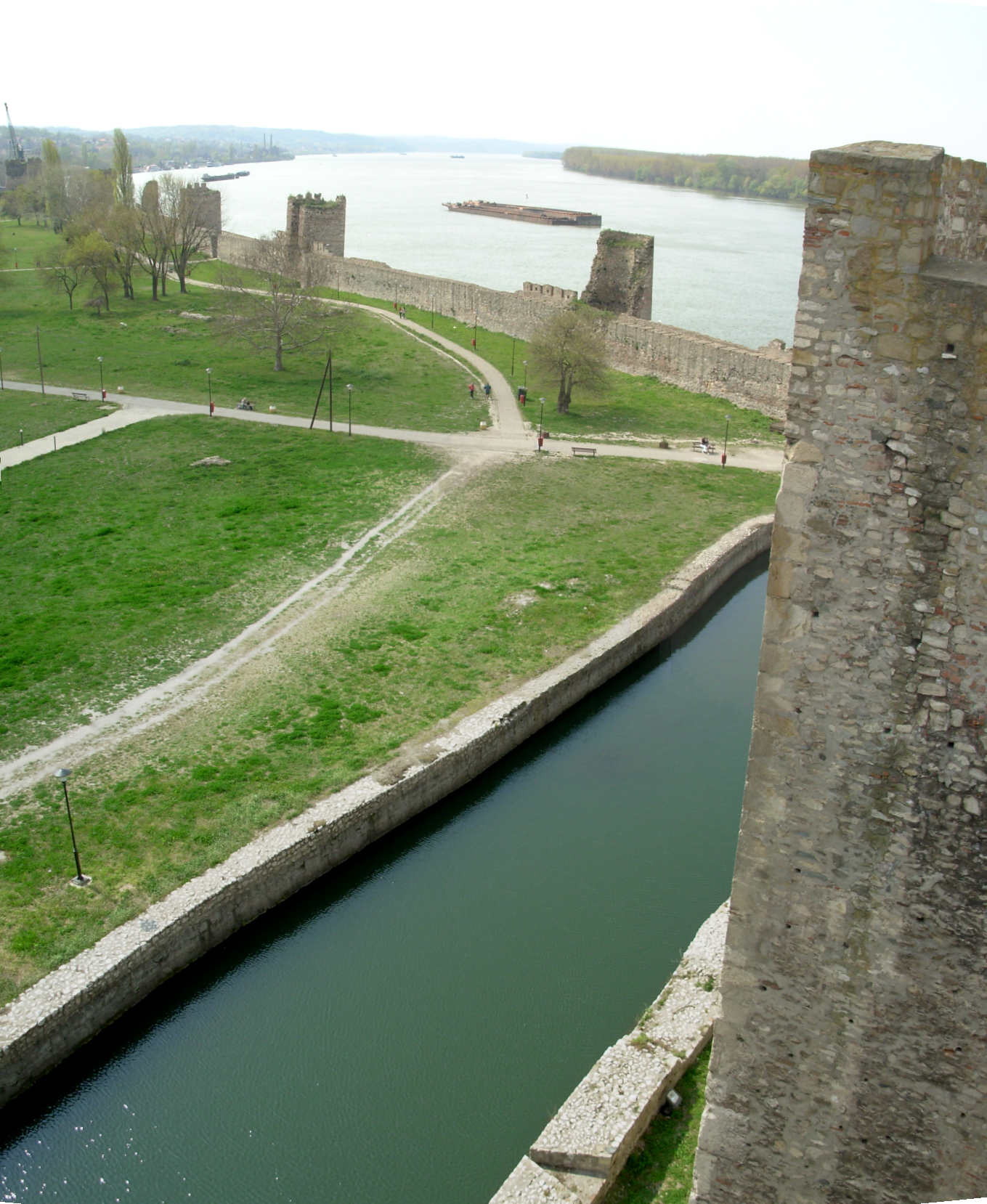
Una veduta del Danubio da una torre della cittadella interna.

La sala del trone, ove Branković riceveva i suoi visitatori, fu costruita con quattro bifore, in uno stile misto tra romanico e gotico. Il dongione era l'ultimo baluardo della struttura: aveva pareti spesse più di 4 m e doveva servire di rifugio per i nobili durante gli attacchi ottomani. Alcuni passaggi segreti si aprivano nelle mura lungo la Jezava, in direzione dell'Ungheria.
I nove anni successivi furono impiegati per ingrandire le fortificazioni, recintando una vasta addizione, e per rifinire la fortezza principale. Nell'addizione furono costruiti edifici di culto, in diverse fasi a partire dal XV secolo, e successivamente trovò posto un bagno turco. Vi era anche una porta navale, da cui si poteva accedere a un imbarco sul Danubio. Non è chiaro se esistessero edifici residenziali permanenti.
Fra il 1460 e il 1480, durante la dominazione ottomana, fu costruito un sistema difensivo più articolato, con contrascarpe, mura basse e più torri. Durante la prima metà del XVIII secolo furono aggiunte delle trincee fortificate.

### Condizioni di conservazione
Lo stato di conservazione del complesso varia molto, dalla Torre crociata che è ancora in un ottimo stato di conservazione, a tratti delle mura che non sono stati oggetti di interventi di riparazione e sono in alcuni punti crollati.

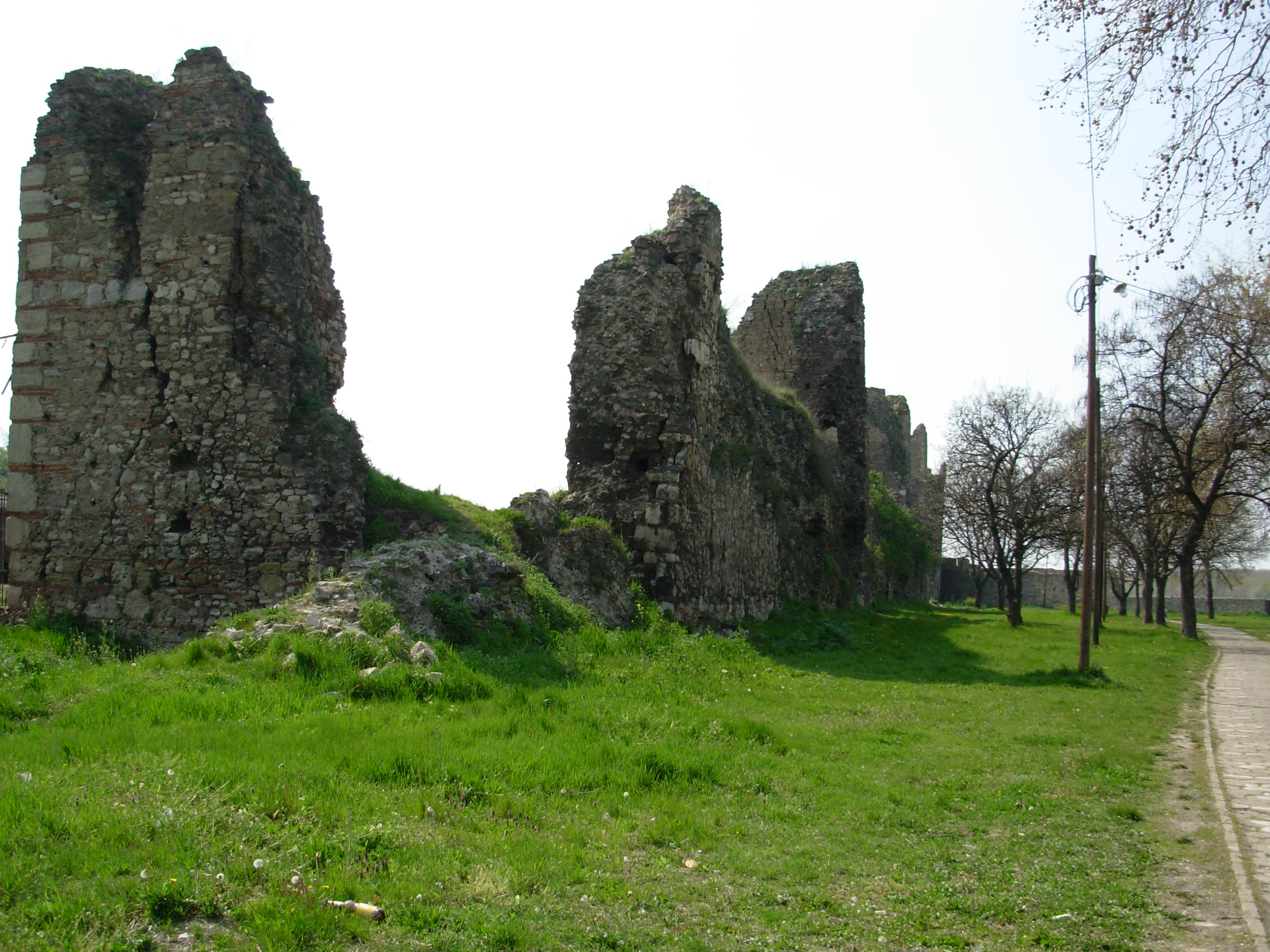
Le mura sud-occidentali dell'addizione fortificata.

I primi gravissimi danni si ebbero durante la Seconda guerra mondiale. Il 5 giugno 1941 le munizioni custodite nella fortezza esplosero, distruggendo nom solo gran parte delle mura meridionali, ma decimando tutta la città di Smederevo. I bombardamenti alleati nel 1944 provocarono altri danni.
Una diga sulle Porte di ferro, ultimata nel 1972, ha innalzato il livello dell'acqua del bacino del basso Danubio, provocando allagamenti. Fra il 1970 e il 1980 fu costruito un sistema per proteggere la fortezza e la città dagli allagamenti, tuttavia nel 2006 si registrò una grande esondazione, come conseguenza combinata di forti piogge e dello scioglimento delle nevi.
La fortezza è stata oggetto di interventi di restauro e conservazione, seguiti da ricerche archeologiche e architettoniche, a partire dal 1970. La maggior parte degli interventi si è svolta fra il 1970 e il 1995. Mentre alcune parti sono state riparate almeno parzialmente, altre hanno ricevuto solo interventi di conservazione e sono ancora in cattive condizioni.
Nella cittadella interna, del palazzo rimangono soltanto le fondazioni e della sala del trono rimane solo una linea perimetrale che indica il luogo dove sorgeva. Ciò che rimane è stato parzialmente restaurato e ora è messo in sicurezza, sebbene rimangano aperte le questioni della crescita della vegetazione e della manutenzione permanente. Le torri circostanti richiedono un intervento, giacché molte di esse sono già crollate.

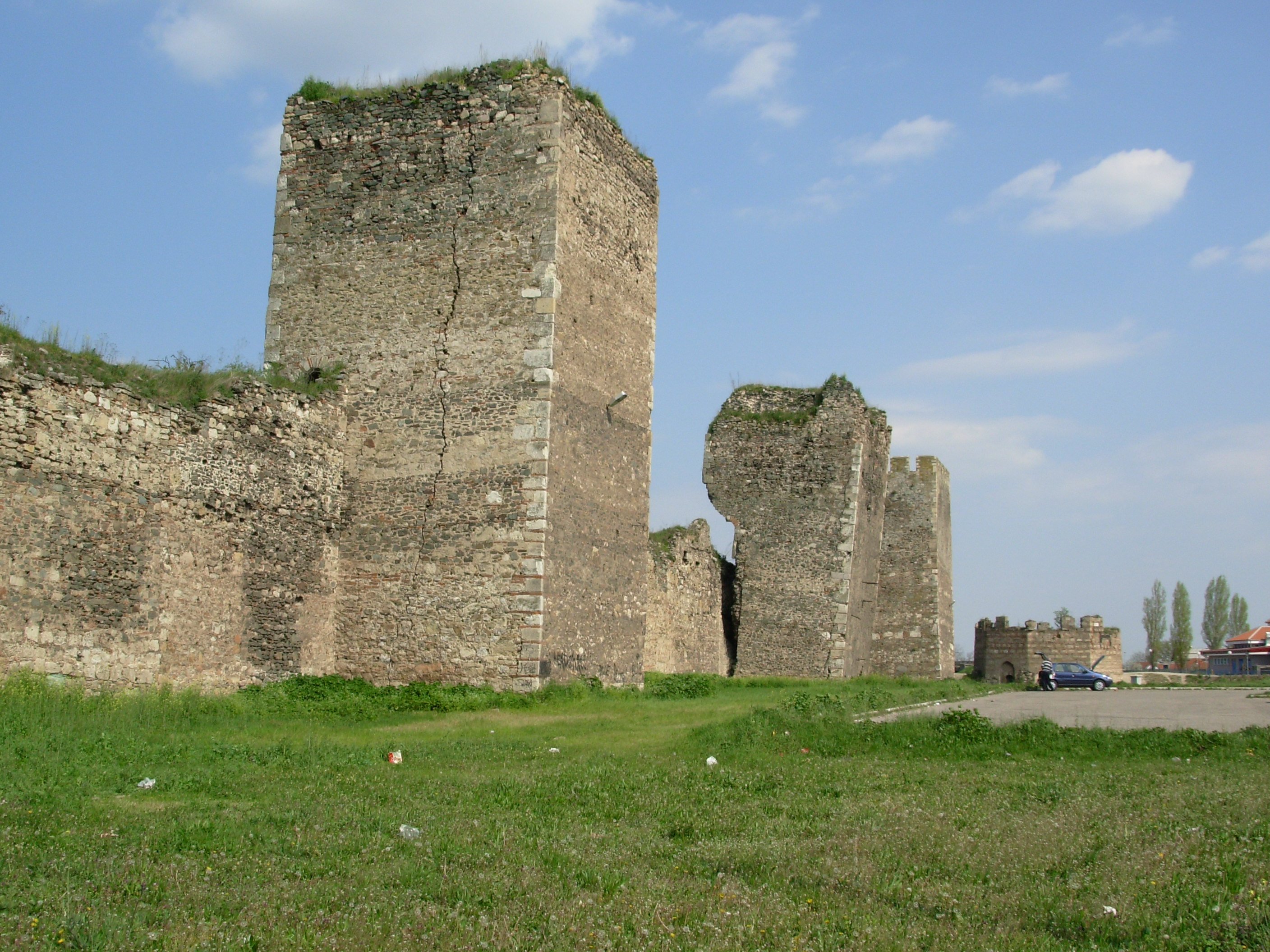
Le mura sud-orientali dell'addizione fortificata.

L'addizione fortificata è in cattive condizioni. Tratti delle mura sono crollate e parecchie torri pendono o sono crollate parzialmente. La torre angolare dietro la torre dell'iscrizione turca e il tratto delle mura lungo il Danubio hanno visto interventi di conservazione; le mura meridionali, ristrutturate più volte in quanto parte dell'argine, sono in condizioni stabili, benché l'intervento di conservazione sia stato scadente. Invece scavi e ricerche archeologiche sono stati condotti con impegno, soprattutto sui resti della chiesa e del bagno turco.
La contrascarpa lungo il Danubio, che era parzialmente crollata più volte, è stata oggetto di lavori di restauro e ora si trova in buone condizioni. Sugli altri lati invece, la maggior parte delle contrascarpe sono state distrutte o sono interrate e manca una ricognizione del loro stato di conservazione.
Anche il contesto paesaggistico è minacciato, sebbene sia migliore lungo il Danubio. Gli altri due lati sono circondati da insediamenti moderni, come il lungofiume sul lato orientale, una linea ferroviaria su quello meridionale e in generale da diverse tipologie di strutture urbane.
L'obiettivo finale degli interventi persegue la valorizzazione totale della fortezza e delle sue immediate vicinanze: è prevista anche una deviazione del tracciato ferroviario, ma le stime dei costi necessari sono divergenti. Fra il 2003 e il 2004, il costo delle sole opere di conservazione fu stimato in 10 600 000 €, mentre il costo della valorizzazione totale, che comprende conservazione, restauro e ricerca, raggiungeva i  22 000 000 €. Nel 2005, il costo della conservazione di base e della ricerca sono scesi a 4 000 000 €.

### Rischi
Nonostante gli interventi di conservazione, la fortezza è ancora a rischio, sia per fattori naturali sia per fattori antropici. Il livello delle acque più alto dovuto alla diga sulle Porte di ferro minaccia la sua stabilità e ha reso più frequenti le esondazioni, soprattutto prima che gli argini venissero rafforzati. L'inquinamento dell'aria e la crescita della vegetazione accelerano il deterioramento. L'urbanizzazione, e soprattutto la presenza della ferrovia, continuano a minacciare l'ambiente circostante alla fortezza. Le visite turistiche, non regolamentate e combinate con livelli inadeguati di protezione, manutenzione e informazione, contribuiscono al lento degrado della fortezza.